# YB-35 (航空機)
YB-35 フライング・ウィング
試験飛行中のYB-35
- 用途：戦略爆撃機
- 製造者：ノースロップ社
- 運用者：アメリカ陸軍航空軍（アメリカ空軍）
- 初飛行：1946年6月25日[1]
- 生産数：XB-35(2機)、YB-35(13機)

YB-35（Northrop YB-35） は、アメリカ合衆国の航空機メーカーであるノースロップ社が、1940年代にアメリカ陸軍航空隊向けに開発していたレシプロエンジン爆撃機である。愛称はフライング・ウィング（FLYING WING）。
制式採用はなされず、試作のみに終わり1949年に開発中止されている。

## 概要
尾翼や目立つ胴体部がない、主翼のみで構成された全翼機であり、大型の全翼機としては実際に飛行した世界最初の機体であった。
主翼部以外には操縦手キャノピー及び機関部とテイルコーン程度しか突起部が無い、ほぼ完全な全翼形状機で、推進機関は空冷星型28気筒の大型レシプロエンジン4基を搭載し、主翼後縁に4基のプロペラを推進式に配置している。
コックピットは機体先端にあり、乗員区画は与圧構造となっている。爆弾倉は各エンジンの間と機体中心部の間、通常の機体であれば内翼部に相当する区画に設けられており、片側4箇所、計8箇所が設けられていた（ただし、この分散配置設計のため、搭載できる爆弾のサイズと重量には制限があった）。防御兵装も充実しており、ブローニング AN/M3 12.7mm機関銃を装備する流線型銃塔と銃座を4連装3基（機体中心部上下及びテイルコーン後端）、連装4基（外翼部左右上下）の計7基20門配置し、B-29同様に全て射撃計算装置付きのリモコン照準装置を介した遠隔操縦式となっている。
発展形として推進装置をジェットエンジン8基に換装したYB-49も開発されたが、こちらも試作のみにとどまり、アメリカ軍は、より一般的な機体形状のコンベアB-36を戦略爆撃機として採用・実戦配備している。
ただし、レーダーに捕捉されにくいという全翼機の特徴は、後にステルス機として知られるB-2 スピリット（1989年初飛行）開発の際に活用された。

## 開発の経緯

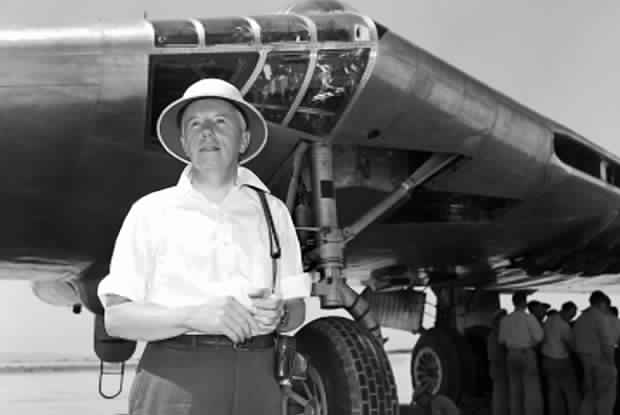
XB-35の前に立つジャック・ノースロップ
頭上に見える窓部分が爆撃手席

全翼機の発想はノースロップ社の創業者であるジャック・ノースロップが追及していたものであり、彼は1930年代を通して全翼機の製作に力を注いだ。ドイツでもホルテン兄弟が同様な構想を練っており、同じ第二次世界大戦時にホルテン Ho229が開発されていた。

### 大西洋渡洋爆撃機構想
アメリカ合衆国が第二次世界大戦に参戦する直前の1941年4月11日に、アメリカ陸軍航空隊(USAAC)は欧州戦線の悪化に備え、大西洋を横断して作戦行動の可能な爆撃機の構想を国内の各航空機メーカーに提示した。
これは
- 最高速度450マイル毎時 (720 km/h)、巡航速度275マイル毎時 (443 km/h)、運用高度45,000フィート (14,000 m)で高度25,000フィート (7,600 m)における最大航続距離12,000マイル (19,000 km)

という、当時としては野心的なものであったが、それ故に短期的には実現困難であると再考され、1941年8月19日には
- 最大航続距離は10,000マイル (16,000 km)、10,000ポンド (4.5 t)の爆弾を搭載した際の戦闘行動半径が4,000マイル (6,400 km)、巡航速度は240–300マイル毎時 (390–480 km/h)、運用高度40,000フィート (12,000 m)

へと引き下げられた。
このような長距離爆撃機を陸軍航空隊が必要としたのは、仮に欧州戦線でイギリスが敗北した場合、アメリカ本土から枢軸国側を爆撃するために、大西洋の両岸を往復飛行できる爆撃機が要求されるためであった。また、40,000フィート（約12,200 m）という最大上昇限界高度は、当時の迎撃戦闘機では到達できない高度であることから設計要求に含まれていた。
ノースロップ社では、この要求仕様をかねてより構想していた全翼機を実現する機会と考え、大型の翼だけの構造を持つ長距離爆撃機を提案した。ノースロップの提出した設計案では「全翼構造とすれば、理論上では通常形式の爆撃機よりも速度が速く搭載量も多く、そして使用する金属材料が少ないために安く製作できる」とされていた。軍はこの案に対して大きな興味を示して採用し、"XB-35"の仮制式名を与え、1941年11月22日に同社に対して開発契約を締結した。更に、軍は2機目の試作機を製作するオプションを1942年1月2日に行使した。1機目は1943年11月に引き渡される計画であった。

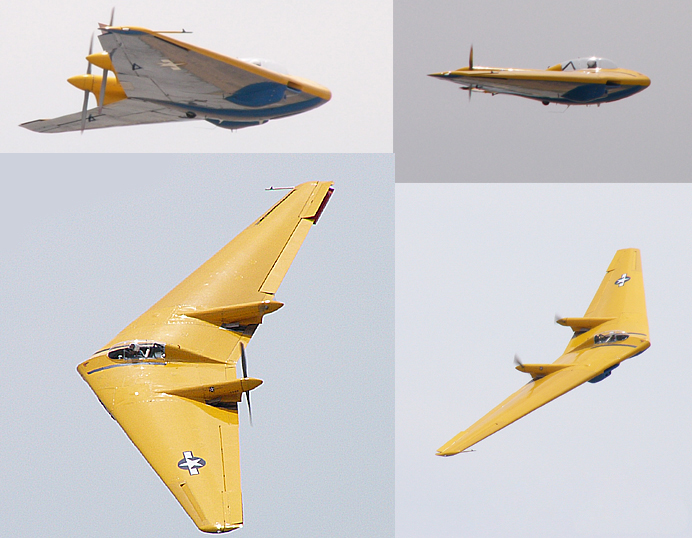
N-9M（復元機）

ノースロップの設計陣は1942年前半からXB-35の設計を開始した。しかし、このような航空機の製作は史上初めてのため、XB-35を設計するためにデータを蒐集する3分の1スケールの実験機、N-9Mを製作するところから開始された。N-9Mは1942年12月に初飛行している。
こうして完成したXB-35では操縦席は翼に埋め込まれ、機体構造はアルコア社が開発した新型のアルミニウム合金で製作されることになった。通常の飛行機がもつ方向舵（ラダー）をもたないため、左右の翼端に、上下に割れるように開くフラップ（スプリット・フラップ）を備えていた。片方のみを作動させると左右の抗力差でヨーイング・モーメントを発生し、左右への首振り運動を制御できる。R4360 レシプロエンジン（3000馬力）を4基を翼の前縁内に設置し、延長軸を通じて後方の2重反転プロペラを駆動した。最大速度は時速629kmの発揮が可能で、爆弾は全て機体内の爆弾倉に搭載し、最大23.2ｔまでの積載が可能だった。航続距離も爆弾7.3ｔを搭載した場合であれば1万3120kmを達成できた。機内は全翼化された機体形状のためにレイアウトの制約が緩く、操縦席区画は従来の機体に比べて広い空間を確保していた。主操縦席は機体上面にバブルキャノピーを設け、広い視界を確保している。乗員区画は全面的に与圧されており、中央部には乗員用の食堂、交代要員の仮眠室が設けられていた。防御兵装のうち銃塔はすべて引き込み式とし、空気抵抗を抑えている。
B-35は初飛行を待たず1942年9月30日には前量産型"YB-35"が13機発注され、1943年6月には量産型となるB-35Bを200機生産する契約がなされている。しかし、XB-35は様々な技術的困難にぶつかり、開発は予定より遅れた。ノースロップに大型機の生産設備がないため、実際の生産はマーチン社が担当することまで決まっていたが、実用化に時間が掛かること、そして当初の予想よりも速度が出ず航続距離も短いなど性能の不足が予想された。大戦終結の見込みとジェットエンジンの発展・プロペラ機の旧式化があいまって、量産計画は中止されたが、全翼機という概念自体には注目され、研究目的のみのために計画は継続された。結局試作機が完成したのは1945年7月で、初飛行に成功したのは戦争が終わった翌年1946年の初夏のことであった。
なお、“大西洋横断爆撃機”構想には他にコンベア社とボーイング社も参加していたが、最終的にはコンベアのB-36が採用された。ボーイング案は双胴機であったが、早々に不採用となり、設計すら行われなかった。また、この構想の要求仕様にあった“10,000ポンド(ten-thousand Pounds)の爆弾を積んで10,000マイル(ten-thousand miles)”を飛行できる”というところから、この計画により誕生した爆撃機には "ten-ten-Bombers"（テンテンボマー）もしくは"10×10 Bombers"という通称が生まれ、B-36爆撃機の通称ともなった。以後も "ten-ten-Bombers(10×10 Bombers)"の名はアメリカ戦略空軍の装備する長距離戦略爆撃機の通称として用いられることになる。

### 試験飛行
1946年6月25日、ミューロック乾湖において、XB-35 1号機が45分間の初飛行を行ったが、その後、様々な問題点が明らかになった。結局、1号機は19回、2号機はわずかに8回飛行した後、いずれも地上にとどめおかれることとなった。この間にギアボックスの不具合への対応としてプロペラが2重反転プロペラから通常のものへと換装されていたが、これによって振動が発生するとともに性能が大きく低下した。また、複雑に入り組んだ排気系統の整備には困難が伴った。わずか2年間使用しただけであったエンジンには、既に金属疲労の兆候が見られた。

### 計画の中止と発展型
XB-35は2機、YB-35は13機生産されている。YB-35は1948年5月28日に初飛行した。しかし、振動問題等の技術上の困難や、1945年からは、すでにジェットエンジン換装型のYB-49の開発が開始されていたこともあり、1949年5月に開発計画は中止された。
YB-35のエンジンを8基のアリソン J35-A-5 ターボジェットエンジン（推力 4,000 lbf(17.79 kN）に変更し、エンジン収容部の左右に小型の垂直安定板を追加した発展型のYB-49は1947年に初飛行し、良好な性能など全翼機の有望性を垣間見ることができたが、飛行が不安定になる欠陥があった。そのうえYB-49の1機が墜落して搭乗者全員が殉職する事故まで発生した。これはプロペラ機としての設計のままで翼を再設計することなくジェット化したため、それによる弊害が生じたといわれている。
YB-49と同様の機体にエンジンをアリソン J35-A-19(英語版) ターボジェットエンジン（推力 5,000 lbf(22.24 kN）とし、エンジン配置を翼内4基（左右2基ずつ）＋翼下2基（懸垂式）に変更した"YRB-49A”も開発されて30機が発注されたもののキャンセルされ、YB-35A 3番機からの改造により製作された1機が総計13回の試験飛行を行ったのみに終わった。1949年にはエンジンをターボジェット6基（翼内左右それぞれに2基、および翼下左右に懸垂式1基、合計6基）とした上に加えて2基（左右1基ずつ）の ノースロップ XT37 “ターボダイン(Turbodyne)”(英語版) ターボプロップエンジン（軸出力 2,400 馬力(1,800 kW) ）とし、二重反転プロペラを装備した試験機、"EB-35B"も開発され、やはりYB-35Aからの改造によって1機が製作されたが、こちらは1950年に地上試験が行われたのみに終わっている。
製造されたXB-35の各機はいずれも計画中止後、1949年8月にスクラップにされた。YB-35の最初の8機はXB-35と同じ仕様で生産され、このうち2機が後にYB-49へと改造された。後期生産の5機は改良された仕様で生産され、YB-35Aと呼ばれた。このうちの1機(S/N 42-102376)は後にYRB-49Aへと改造され、また別の1機(S/N 42-102378)はEB-35Bに改造された後に1950年3月に解体処分された。結局、YB-35のうちで飛行したのは最初の1機のみで、改造されなかったものはいずれも部品取りに使用されるなどした。

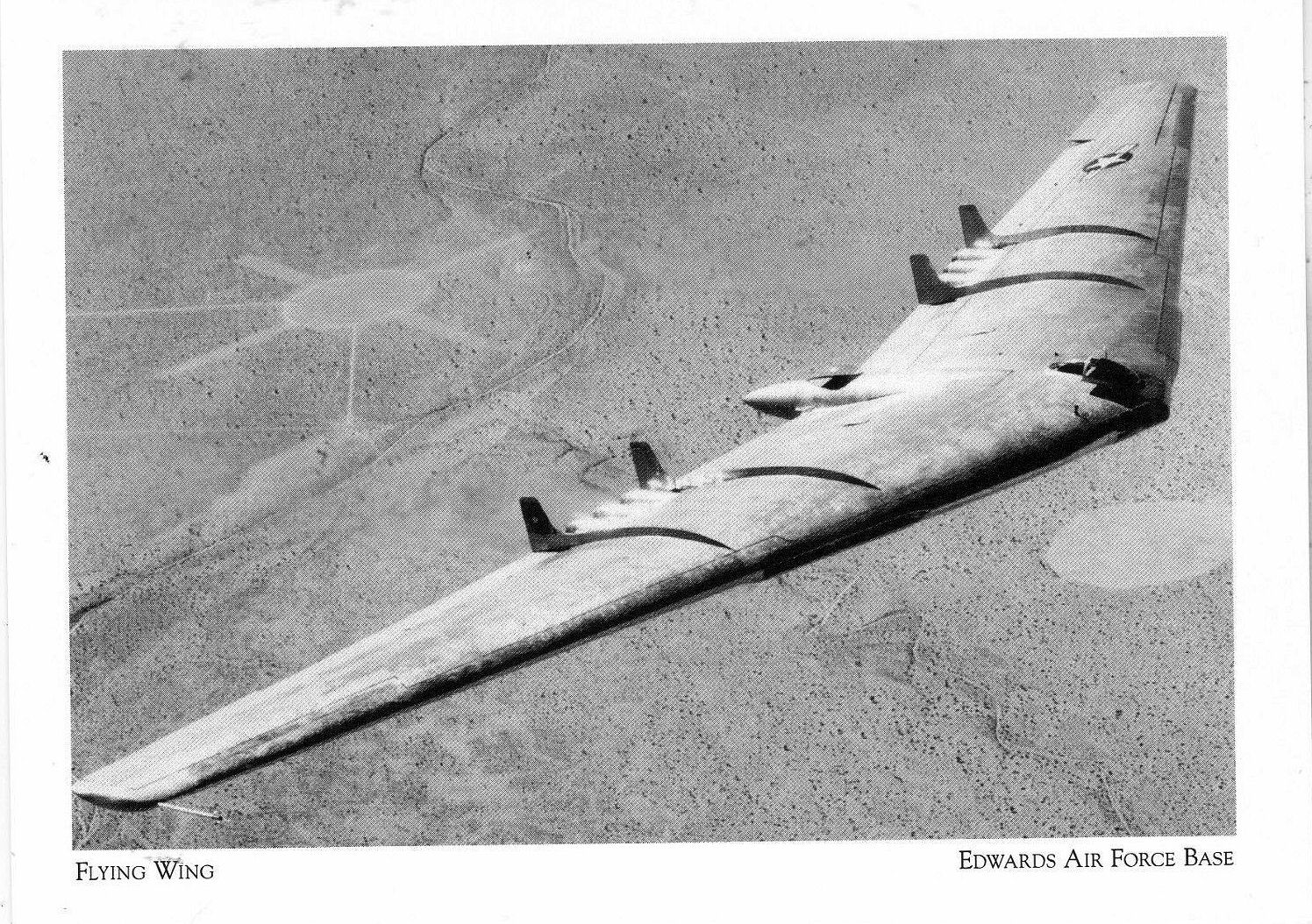
YB-49
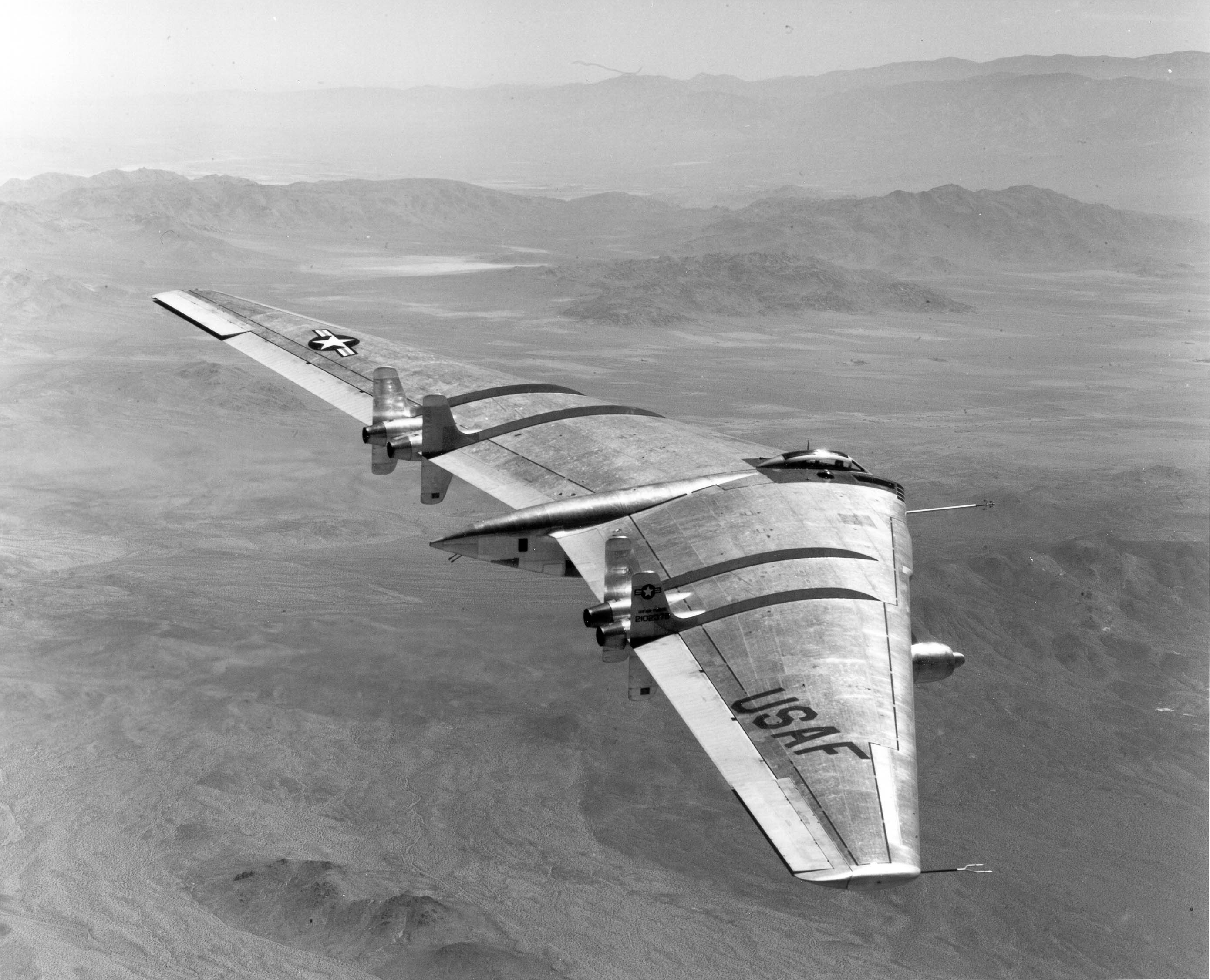
YRB-49A
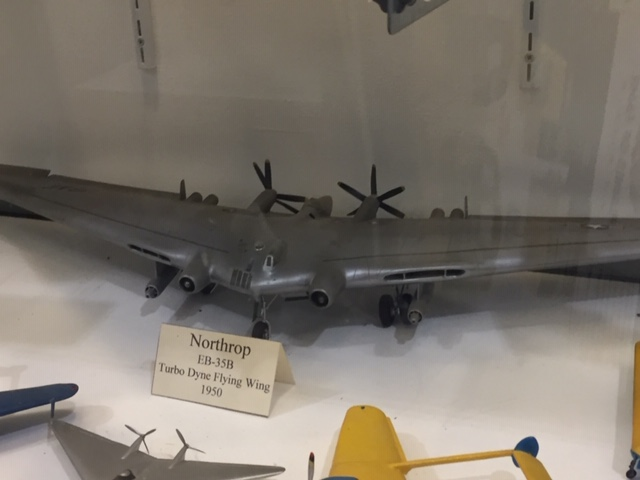
EB-35Bの模型

なお、B-35・B-49の両計画の中止をめぐり長年に渡って陰謀論が唱えられている。これは空軍長官スチュアート・シミントン(Stuart Symington)がノースロップに対して政府の影響下にあるコンベアとの合併を強要したものの拒否されたため、意趣返しとして中止にしたというもので、ジャック・ノースロップ自身が事実であったと証言したため、陰謀が現実にあったとされた。
実際には、当時の核戦略の要求に適合しなかった（当時の核爆弾では大き過ぎて搭載出来なかった）等の理由で中止になったとされている。全翼機はその独特の特性から設計には困難が多く、飛行制御もパイロットの能力だけでは難しいものがあった。コンピューターでの計算によるシミュレーションが行えない開発当時では実際に飛行させる他には風洞を用いた試験以外では空力特性や飛行特性を把握する方法がない上、飛行制御にも機械的補助装置の他には初歩的な電気的制御以外に手段がなく、当時の技術では完全な実用性を持つ全翼機を開発・運用することには困難が大きかった。
後に開発されたB-2 爆撃機は、ステルス性能追求の点も含めて全面的にコンピューターを用いた設計が行われており、飛行に関してもフライ・バイ・ワイヤを利用してコンピュータによる操縦補助を受けている。これらの技術の発達により、B-35/49で果たし得なかった“大型全翼機の問題なき実用化”が数十年の時を経て果たされることになる。

## 諸元（YB-35）

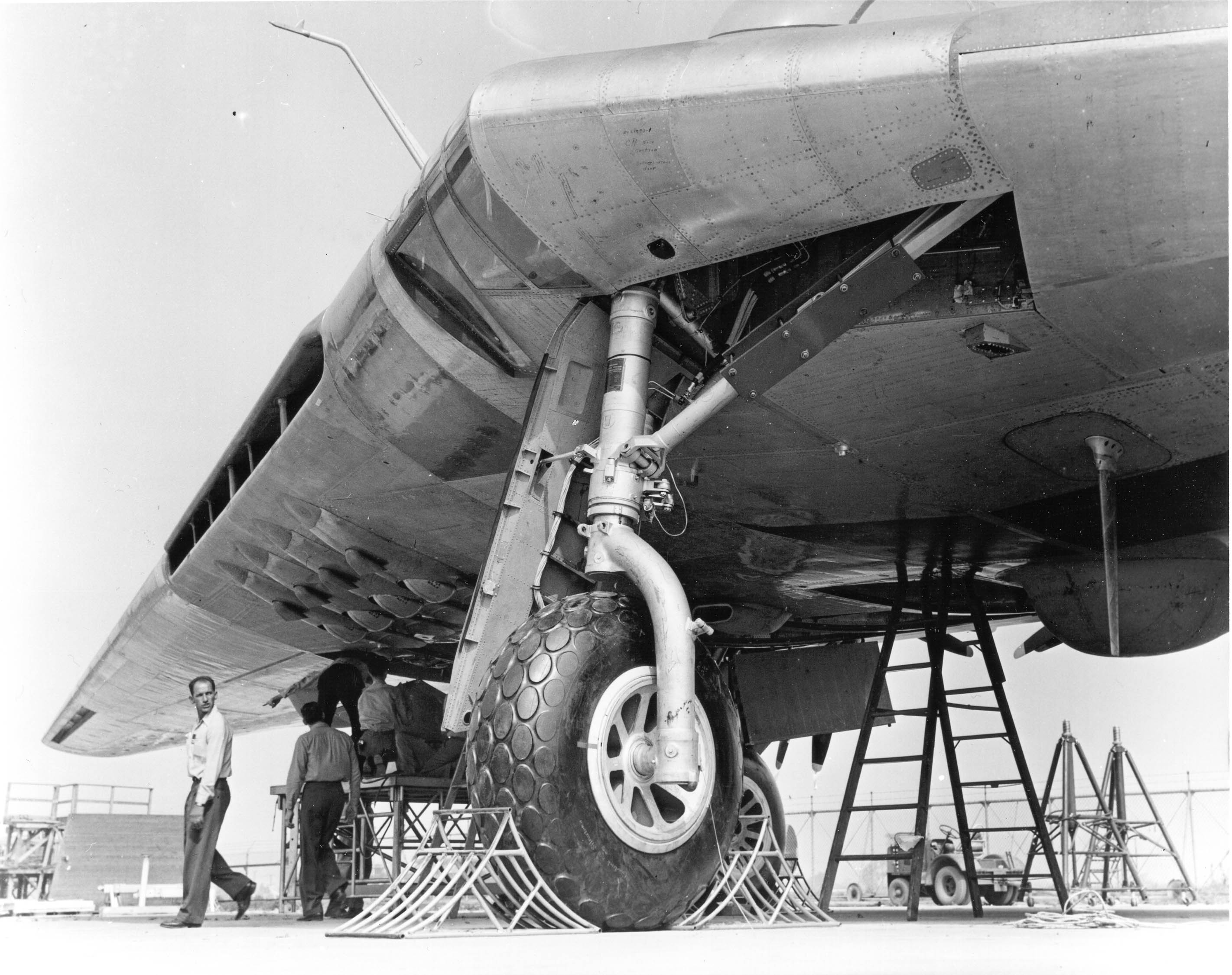
XB-35の機首部
単輪式の前脚のほかに、ピトー管や空気取り入れ口、ブレードアンテナなどが見える

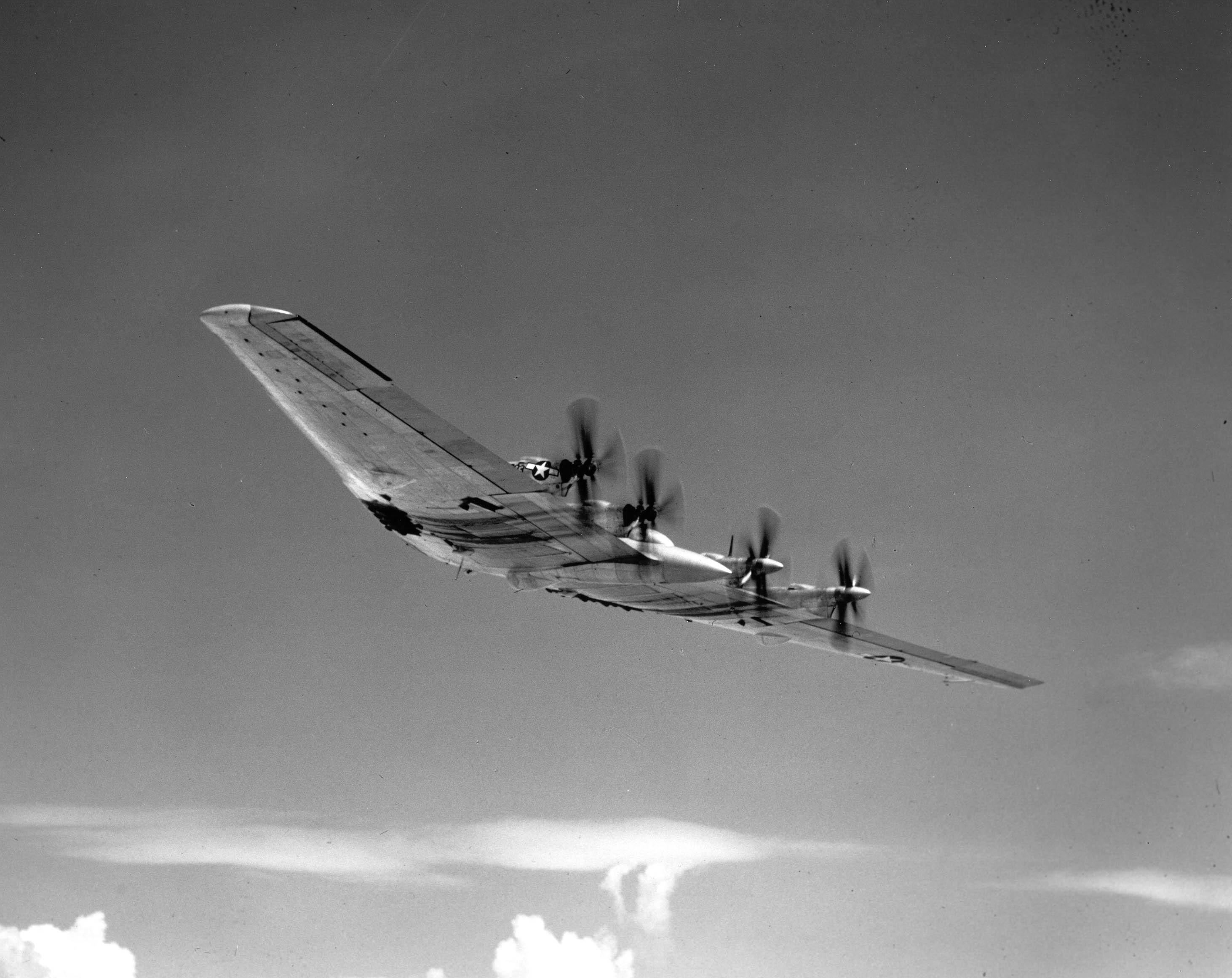
左下方から見たXB-35
翼端のスプリット・フラップがわかる

- 乗員：9名（機長兼主操縦士、副操縦士、機関士、航法士、無線通信士、兵装担当士官（爆撃照準手）、機銃手（上方/下方および後方担当）
- 全長：16.2 m
- 全幅：52.2 m
- 高さ：6.2 m
- 翼面積：370 m2
- 胴体厚：2.9 m
- 機体重量：54,432 kg
- 最大離陸重量：95,000 kg
- エンジン：プラット&ホイットニー R-4360-17 / R-4360-21 空冷星型28気筒レシプロエンジン 計 4基

出力 3,000 hp (2,200 kW) × 4
- 最大速度：629 km/h
- 航続距離：13,120 km ※爆弾搭載量 16,000 lb (7,258 kg)における数値
- 最大上昇高度：12,100 m（39,700フィート）
- 上昇率：625 ft/min（3.2 m/s）
- 武装：ブローニング AN/M3 12.7mm機関銃 20門
- 爆弾：52,200 lb(23,678 kg) ※最大値

## 登場作品

### 小説
『シャングリ・ラ』
第13話「飛行少女」で主人公、北条國子が超高層都市アトラスに行くために「コードネームKG」にYB-35のような航空機に搭乗し、軍の擬態戦闘機に撃墜された。
『スカイクロラ』
ロストック空軍が大規模攻撃のために部隊集結した際に、“填鷲（テンガ）”という名称のYB-35に類似した機体が爆撃機として複数機登場している。

### ゲーム
『ストライカーズ1945』
敵機として多数登場。続編の『ストライカーズ1945II』ではF5Uフライングパンケーキのサポートアタック（ボム）「B-35援護編隊」として登場。2機のYB-35が画面下部から出現し、援護攻撃を行うとともに防弾壁の役割を果たす。自機としては選択できない。
『Party Animals』
ステージの一つとして、YB-35に類似した航空機が登場。高空の翼面でキャラクターの動物たちが大乱闘を行う。翼面から転落するとダウンとなる。時間が経過するにつれ翼端が凍結して滑りやすくなる他、機体が傾斜するようになり、キャラクターの転落を誘発する。
『紺碧の艦隊2 ADVANCE』
アメリカの爆撃機として登場。通常の爆撃機とは異なり、戦闘中は全翼機のアイコンで表示される。

### 映画
『トランスフォーマー/最後の騎士王』
主人公達がイギリスへ移動する際に搭乗。YB-49のような垂直尾翼が取り付けられている。